# Eugerdella huberti
Eugerdella huberti là một loài chân đều trong họ Desmosomatidae. Loài này được Schnurr & Brix miêu tả khoa học năm 2011.